# 顶尖卷管螺
顶尖卷管螺（学名：Lophiotoma acuta），是新腹足目卷管螺科黑点卷管螺属的一种。主要分布于新加坡、中国大陆、台湾，常栖息在潮下带。